# Schafarzikita
La schafarzikita es un mineral de la clase de los minerales óxidos, y dentro de esta pertenece al llamado “grupo de la trippkeíta”. Fue descubierta en 1921 en el distrito de Malacky, en la región de Bratislava (Eslovaquia), siendo nombrada así en honor de Ferenc Schafarzik, ingeniero geólogo húngaro.

## Características químicas
Es un antimonito anhidro de hierro, sin aniones adicionales.

## Formación y yacimientos
Aparece como mineral secundario en las zonas de oxidación de los yacimientos de minerales hidrotermales del antimonio, encontrado en pizarras sedimentarias negras y en filitas en una zona de rocas actinolíticas.
Suele encontrarse asociado a otros minerales como: quermesita, estibina, senarmontita, valentinita, calcita, apuanita, versiliaíta, derbylita, bournonita, pirita o esfalerita.